# Montale
Montale es una localidad italiana de la provincia de Pistoia, región de Toscana, con 10.637 habitantes.

Ubicación de la ciudad de Montale dentro de la provincia de Pistoia.

## Evolución demográfica
| Gráfica de evolución demográfica de Montale entre 1861 y 2001 |
|                                                               |
| Fuente ISTAT - Elaboración gráfica por parte de Wikipedia     |